# Joanne Fox
Pour les articles homonymes, voir Fox.
Joanne Kylie Fox, née le 12 juin 1979 à Melbourne, est une joueuse de water-polo australienne.
Joueuse de l'équipe d'Australie de water-polo féminin, elle est sacrée championne olympique aux Jeux d'été de 2000 à Sydney et quatrième des Jeux d'été de 2004 à Athènes.